# Josep Maria Garrell Guiu
Josep Maria Garrell Guiu  (Espluga de Francolí, 21 de noviembre de 1969) es un ingeniero informático, catedrático y gestor universitario. Fue rector de la Universidad Ramon Llull (URL) entre 2012 y 2022. Catedrático de Inteligencia artificial del La Salle Campus Barcelona de la URL, es presidente de la Asociación de Universidades Europeas entre 2023 y 2027. 

## Formación
Finalizó sus estudios de ingeniería informática en 1992 en la Universidad Politécnica de Cataluña (UPC). En 1996 obtuvo el doctorado en ingeniería electrónica con una tesis titulada Aportaciones a la síntesis lógica a nivel transistor de sistemas v.L.S.I, dirigida por Miquel Beltrán Salvans, de la Universidad Ramon Llull.  Durante sus estudios de doctorado, realizó una estancia de investigación en el Pittsburgh Supercomputing Center de la estadounidense Universidad Carnegie Mellon.

## Trayectoria
Su trayectoria académica se ha desarrollado en la Escuela Técnica Superior de Ingeniería La Salle de la Universidad Ramon Llull, donde es profesor e investigador desde 1992. Hasta el año 2006 fue responsable de la puesta en marcha de diversas asignaturas de los estudios de ingeniería de informática, ingeniería de telecomunicaciones e ingeniería multimedia. Fue cofundador del Grupo de Investigación en Sistema Inteligentes y director del mismo desde 1996 a 2006.
De 1998 a 2002 fue director de investigación de La Salle Campus Barcelona de la URL. En 2002 fue nombrado vicerrector de investigación e innovación, cargo que desarrolló hasta 2010. Desde 2006 a 2010 fue secretario general de esta universidad, y entre 2010 y 2012 fue el vicerrector de política universitaria.
En octubre de 2012 fue nombrado  rector de la Universidad Ramon Llull, y estuvo en el cargo hasta septiembre de 2022. 

## Honores
En 2019 fue condecorado por gobierno de Francia con la Orden de las Palmas Académicas . 